# Burg Rysov
Die Burg Rysov sind die Reste einer Spornburg südlich über der Ortschaft Skryje in der Sýkořská pahorkatina in Tschechien.

## Geographie
Die Reste der Burg liegen rechtsseitig über einer Flussschleife der Bobrůvka auf einem zum Hügel Kočková gehörenden Sporn. Nordöstlich erhebt sich die Horka (503 m), im Osten der Jilmový kopec (486 m) und westlich die Kočková (445 m). Umliegende Ortschaften sind Skryje im Norden, Jilmoví im Osten, Boudy im Südosten, Řikonín im Süden und Tišnovská Nová Ves im Südwesten.

## Geschichte
Die Burg wurde wahrscheinlich in der zweiten Hälfte des 13. Jahrhunderts erbaut. Erstmals schriftlich erwähnt wurde die zu diesem Zeitpunkt wüste Burg 1368 als Besitz des Vladiken Lovek Rysovský von Drahany und Újezd. Sie bildete das Zentrum einer kleinen Vladikenherrschaft, die das Dorf Nová Ves und dem rechts der Bobrůvka gelegenen Teil von Skryje umfasste. Nachfolgende Besitzer waren von 1368 bis 1376 Pešík und Hartmann von Bukovice, anschließend Domka von Bukovice und deren Schwiegersohn Bořita von Bystřice. Nach den Hussitenkriegen bemächtigte sich Johann von Pernstein der Burg Rysov und sämtlicher anderen Burgen der Umgebung. Er verkaufte Rysov 1436 an Jan Vojna d. J. von Litava. Die Burg erlosch in der zweiten Hälfte des 15. Jahrhunderts während des böhmisch-ungarischen Krieges. Nachdem das Vladikengeschlecht Vojna  mit dem Tode von Archleb und Jiří Vojna von Litava im Mannesstamme ausgestorben war, fiel die Herrschaft Rysov an den Landesherrn heim. Matthias Corvinus schenkte Rysov 1482 an Jan und Petr Mrakeš von Noskov. Diese verkauften die wüsten Burgen Rysov und Kosíkov schließlich an Wilhelm II. von Pernstein. Aufgebaut wurde die Burg nie wieder.

## Bauliche Anlage
Die als Bergfriedburg errichtete Anlage bestand aus einer Vorburg und der Hauptburg. Erhalten blieb der Burggraben zwischen Vor- und Hauptburg sowie ein weiterer Graben, der die Anlage im Norden sicherte. Vom runden Bergfried sind Mauerreste und nördlich davon die Grundmauern des Palas erhalten.